# سمكة المهرج ذات الشريطين
سمكة المهرج ذات الشريطين (الإسم العلمي:Amphiprion allardi)، هو نوع من الأسماك يتبع جنس سمكة المهرج من فصيلة البوماسنتريدي.

## معرض صور

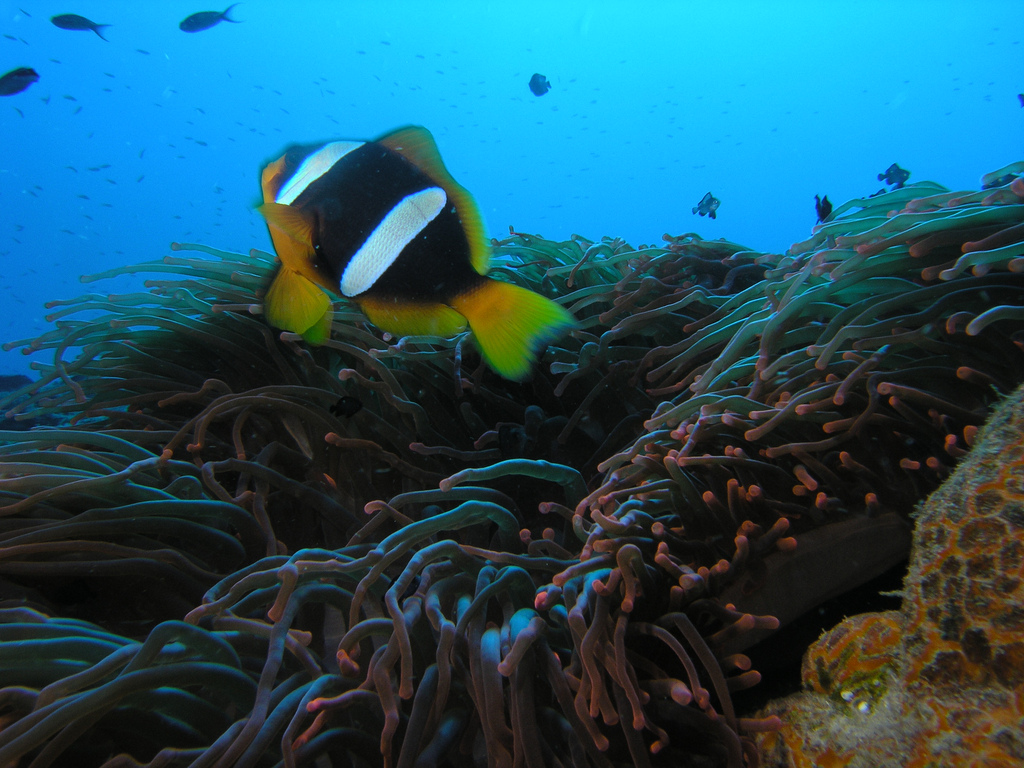
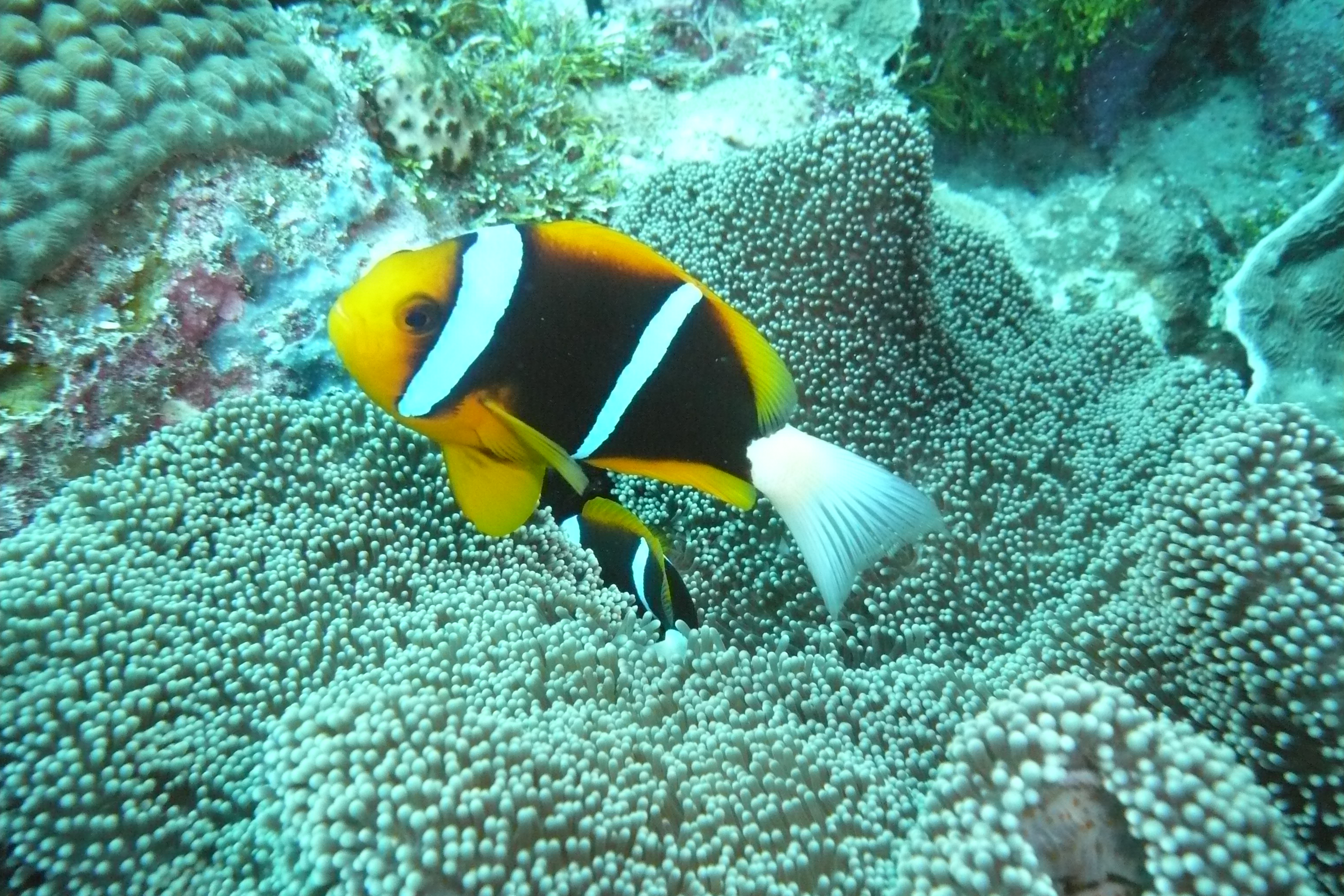
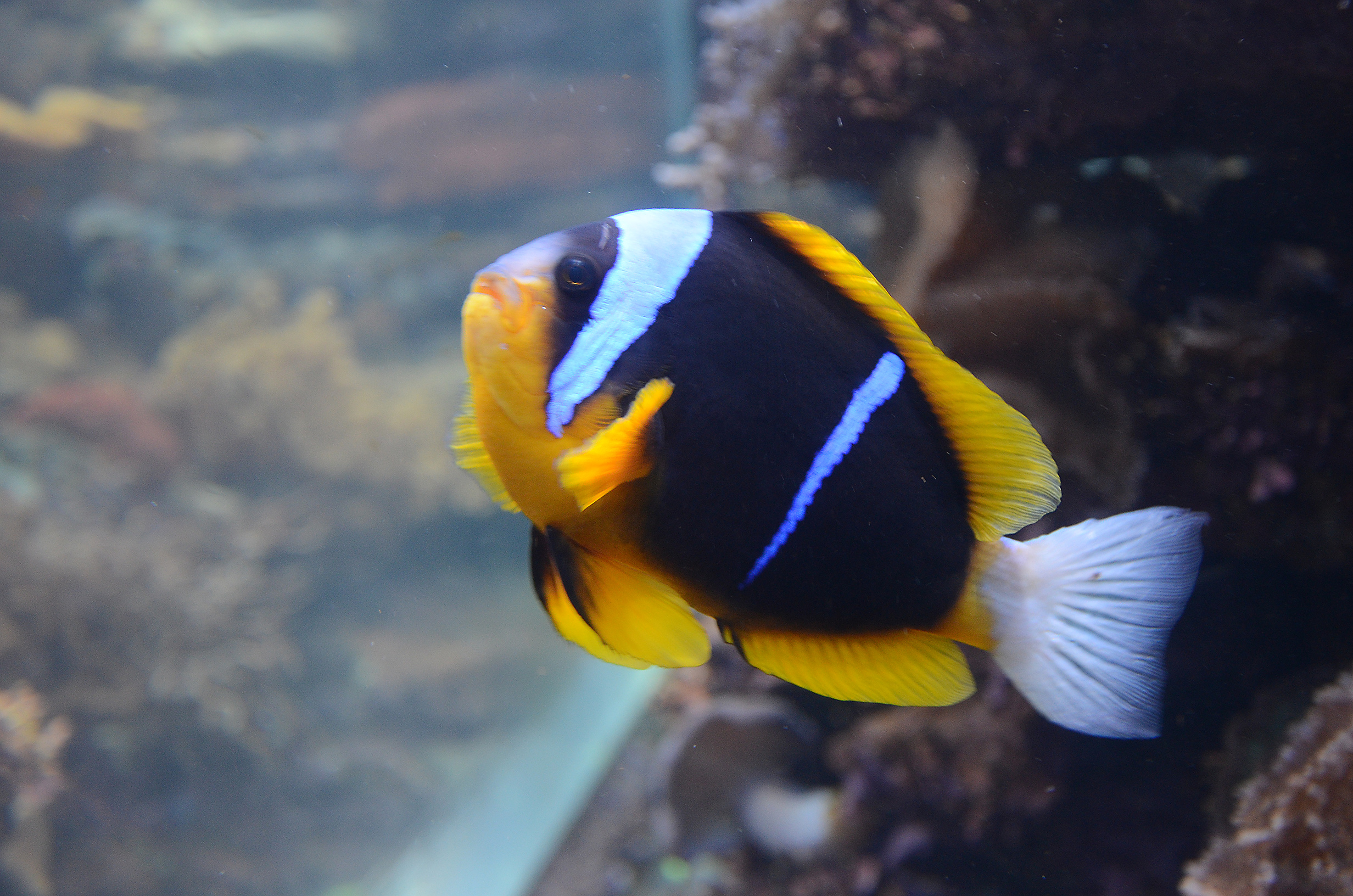